# Raymond Danjou
Raymond Danjou est un acteur français.

## Filmographie

### Cinéma

#### Long métrage
- 1969 : Delphine

#### Courts-métrages
- 1971 : La sécurité est un combat

### Télévision

#### Séries télévisées
- 1956-1957 : Énigmes de l'histoire : premier spectateur / Austin
- 1957-1963 : La caméra explore le temps : le prédicateur / Ravier
- 1963 : Le Théâtre de la jeunesse
- 1967 : Les Habits noirs : le préfet de police
- 1967-1969 : Les Enquêtes du commissaire Maigret : le docteur Brénéol / le docteur
- 1967 : En votre âme et conscience, épisode : L'Affaire Daurios ou le Vent du Sud de  Guy Lessertisseur
- 1969 : En votre âme et conscience : le médecin légiste
- 1972 : Les Boussardel
- 1972 : Les Cinq Dernières Minutes : l'assureur
- 1973 : Les Rois maudits : l'archevêque Melton
- 1977 : Fachoda : Hanotaux (Minister of Foreign Affairs
- 1978 :  Désiré Lafarge  épisode : 35 mm couleur pour Désiré Lafarge  de Jean Pignol
- 1979 : Il y a plusieurs locataires à l'adresse indiquée
- 1979 : Les Dossiers éclatés : l'avocat

#### Téléfilms
- 1959 : Le Village des miracles : l'évêque
- 1961 : Marceau ou Les Enfants de la république : Pascal
- 1962 : Mesdemoiselles Armande : Guérin d'Etriché
- 1966 : Une carabine pour deux : Smartz
- 1967 : Par mesure de silence : Garcia
- 1967 : Souffle de minuit : Grimsby
- 1971 : Les salauds vont en enfer : le pasteur
- 1972 : Kean: Un roi de théâtre : le domestique des Koefeld
- 1972 : Talleyrand ou Le Sphinx incompris : Bacourt
- 1973 : Le Jardinier : le chef d'équipe d'entretien
- 1974 : Amoureuse Joséphine : Cardinal Fesch
- 1975 : Amigo
- 1983 : Le général a disparu : le préfet de police